# بوب هاردي
بوب هاردي (بالإنجليزية: Robert Hardy)‏ هو سياسي بريطاني، ولد في 5 أكتوبر 1936. انتخب أسقف لينكولن ‏ وانتخب أسقف.